# Freiherr-vom-Stein-Schule (Fulda)

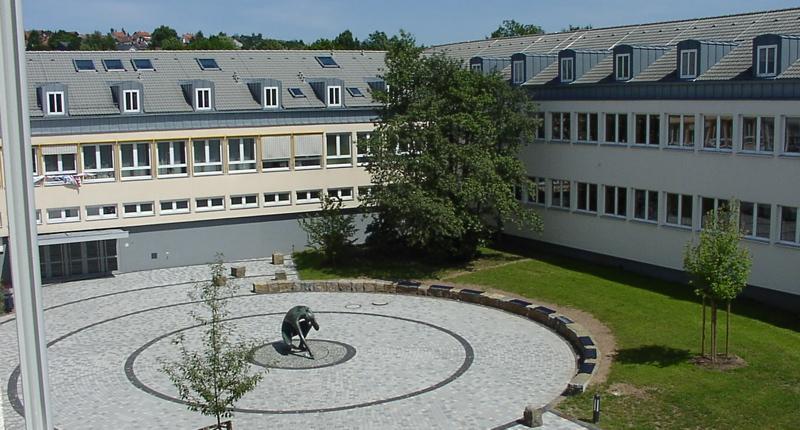
Blick auf den Haupteingang. Auf dem Platz ist Archimedes in seinen Kreisen zu sehen.

Die Freiherr-vom-Stein-Schule ist ein nach Heinrich Friedrich Karl vom und zum Stein benanntes Gymnasium der Stadt Fulda in Hessen. Im Schuljahr 2019/20 wurden etwa 1200 Schüler von etwa 90 Lehrern unterrichtet.

## Geschichte
Die Schule wurde 1838 als Realschule mit zwei Klassen gegründet. Erster Direktor war Wilhelm Karl Julius Gutberlet. Nach zahlreichen Provisorien gab es 1870 am Heinrich-von-Bibra-Platz erstmals ein eigenes Schulgebäude, inzwischen hatte sie den Status als Höhere Bürgerschule und fünf Klassen. 1903 wurde die Schule als Oberrealschule anerkannt. Diese nannte sich von 1942 bis zum Kriegsende – nach einem Ritterkreuzträger – Wilhelm-Balthasar-Schule. Nach dem Krieg zog das Städtische Realgymnasium in das alte Lehrerseminar (Leipziger Straße 2) um, während das Gebäude am Heinrich-von-Bibra-Platz nun vom Staatlichen Aufbaugymnasium genutzt wurde. In den Jahren 1956 bis 1959 entstanden im neuen Schulviertel die heutigen Gebäude. Mit dem Umzug erhielt die Schule den jetzigen Namen. Bis in die 1960er-Jahre handelte es sich um eine reine Jungenschule, seit der zweiten Hälfte der 1960er Jahre werden auch Schülerinnen aufgenommen.

## Bildungsangebot

### Bilingualer und naturwissenschaftlicher Zweig
Das Freiherr-vom-Stein-Gymnasium besitzt den Schwerpunkt in modernen Sprachen (Englisch, Französisch, Spanisch) sowie Naturwissenschaften.
Die Schule bietet daher neben dem regulären Unterricht besondere Angebote wie den zweisprachigen Unterricht oder den naturwissenschaftlich-orientierten Unterricht.

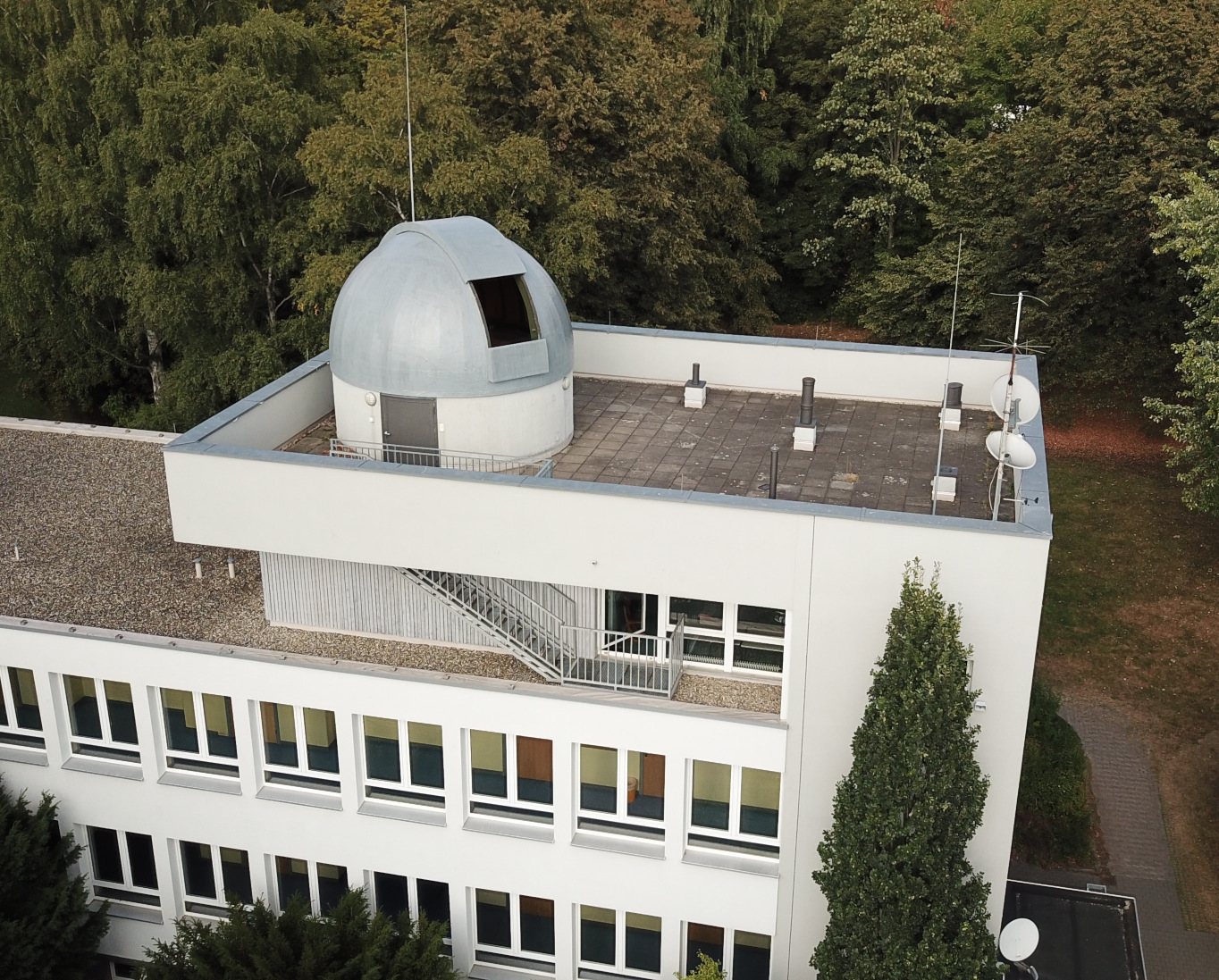
Hans-Nüchter-Sternwarte

### Übersicht Fremdsprachen/Wahlpflichtfächer
| Fremdsprache                  | ab Klasse 5   | ab Klasse 7   | ab Klasse 9 |
| ----------------------------- | ------------- | ------------- | ----------- |
| Englisch                      | Pflicht       |               |             |
| Französisch                   | nicht wählbar | wählbar       | wählbar     |
| Latein                        | nicht wählbar | wählbar       | wählbar     |
| Spanisch                      | nicht wählbar | wählbar       | wählbar     |
| Wahlpflichtfach               | ab Klasse 5   | ab Klasse 6   | ab Klasse 9 |
| Informatik                    | nicht wählbar | nicht wählbar | wählbar     |
| Darstellendes Spiel           | nicht wählbar | nicht wählbar | wählbar     |
| Sportbiologie/Ernährungslehre | nicht wählbar | nicht wählbar | wählbar     |
| NaWi                          | nicht wählbar | wählbar       | wählbar     |

### Partnerschulen
- Spanien: Colegio Mas Camarena in Valencia
- Niederlande: Rijnland Lyceum in Oegstgeest
- Mexiko: Colegio Alexander von Humboldt in Mexiko-Stadt
- Volksrepublik China: Mofan-Schule in Shanghai
- Polen: XIII. Lyzeum in Breslau
- Frankreich: Ecole St-Sebastien in Landerneau
- Vereinigte Staaten: Wauwatosa West/East High School in Wauwatosa
- Finnland: Tampereen yiliopisto in Tampere

### Offenes Labor Fulda (oLaF)
Das offene Labor Fulda steht allen Schülern in ganz Fulda (ab der Klasse 7) für Experimente zur Verfügung. Herr Groß unterstützt und motiviert die Schüler. Das oLaF befindet sich in der Freiherr–vom–Stein–Schule.

### Blasorchester

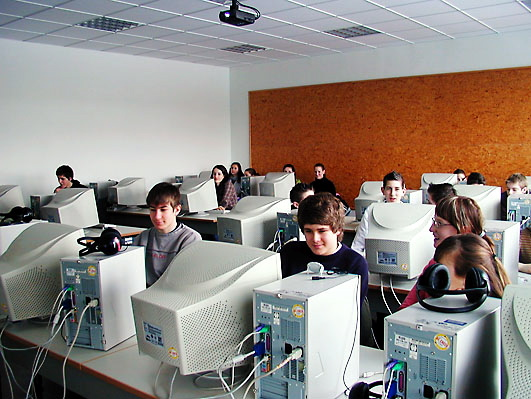
Ein Computerraum (im Dezember 2006)

Zudem bildet die Schule Bläserklassen aus und hat ein eigenes Schulorchester, das bereits mehrfach ausgezeichnet worden ist. Durch die hervorragende Qualität der Arbeit des Blasorchesters erhielt die Freiherr-vom-Stein-Schule im Februar 2006 die offizielle Auszeichnung: Schule mit besonderer musikalischer Förderung. Außerdem wurden 40 Schüler nach ihren Instrumentenprüfungen von der Bundesvereinigung Deutscher Musikverbände mit Ehrennadeln in Gold, Silber und Bronze ausgezeichnet.

## Ausstattung

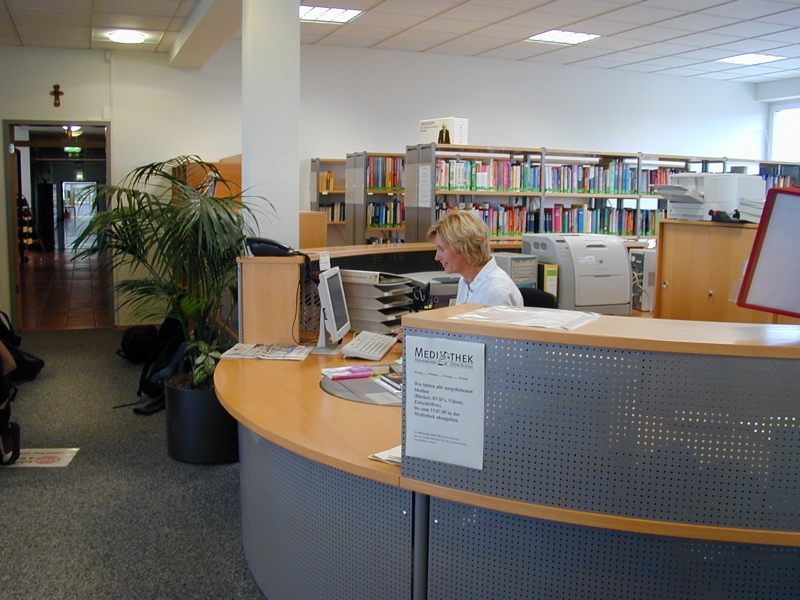
Mediothek der Freiherr-vom-Stein-Schule

### Computerräume
Mehrere Computerräume sind in die Schule integriert.

### Hans-Nüchter-Sternwarte
Die Schule verfügt seit Anfang der 1970er-Jahre über eine eigene Sternwarte, die Hans-Nüchter-Sternwarte. Diese wird von der Astronomie-AG genutzt und gewartet.

### Mediothek
Zudem ist in der Schule eine ca. 300 m² große Mediothek mit zehn Internetplätzen, einem breiten Sortiment an aktuellen Tageszeitungen, wöchentlich erscheinenden Magazinen und etwa 7.700 Büchern vorhanden.

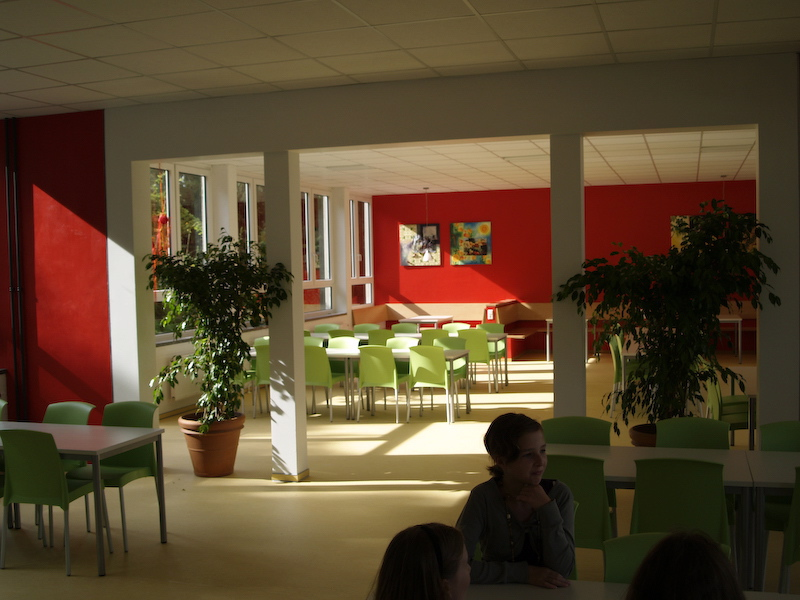
Mensa der Freiherr-vom-Stein-Schule

Im Zuge des Neubaus des Mediothek-Traktes wurden die Chemie-, Physik- und Biologieräume ebenfalls renoviert und auf den neusten Stand gebracht.

### Mensa
Seit dem Schuljahr 2006/2007 existiert eine Cafeteria/Mensa im F-Trakt der Schule, in der die Schüler in einer Mittagspause, die von 13:00 bis 14:00 Uhr andauert, und in Freistunden, essen und verweilen können. Derzeit werden täglich etwa 350 Essensportionen ausgegeben. Da die Mensa nur für 100 Essen ausgelegt war, wurde sie im Sommer 2008 ausgebaut und vergrößert. Der Neubau wurde nach den Osterferien 2009 eröffnet.

## Persönlichkeiten
- Friedrich Lange (1811–1870), Architekt, Zeichenlehrer der Schule von 1838 bis 1849
- Norbert Stock (* 1967), ehem. Schüler, heute Chemiker und Hochschullehrer an der Christian-Albrechts-Universität zu Kiel
- Tobias Sammet (* 1977), ehem. Schüler, heute Musiker und Gründer sowie Bandleader von Edguy und Avantasia